# Андрощук Катерина Кир'янівна
Катерина Кир'янівна Андрощук (1903, село Кузьмин, тепер Щиборівська сільська територіальна громада Хмельницького району Хмельницької області  — ?) — українська радянська діячка, ланкова, завідувач тваринницької ферми колгоспу імені Ворошилова села Кузьмин Красилівського району Кам'янець-Подільської (Хмельницької) області. Депутат Верховної Ради СРСР 2-го скликання.

## Життєпис
Народилася в бідній селянській родині. З молодих років наймитувала в заможних господарів села Кузьмин. У 1929 році разом із родиною вступила до колгоспу.
З початку 1930-х років працювала ланковою колгоспу імені Ворошилова села Кузьмин Красилівського району Вінницької (потім — Кам'янець-Подільської) області. Вирощувала високі врожаї цукрових буряків, була активною учасницею руху колгоспниць-п'ятисотенниць. У 1935 році зібрала по 531 центнерів цукрових буряків з гектара. З кінця 1938 року працювала завідувачкою тваринницької ферми колгоспу імені Ворошилова села Кузьмин Красилівського району.
Влітку 1941 року, на початку німецько-радянської війни, була евакуйована до Азербайджанської РСР, де завідувала тваринницькою фермою колгоспу. У 1944 року повернулася до села Кузьмин Красилівського району.
З 1944 року — завідувачка тваринницької ферми колгоспу імені Ворошилова села Кузьмин Красилівського району Кам'янець-Подільської (Хмельницької) області. Також працювала ланковою в колгоспі, її ланка збирала по 536 центнерів цукрових буряків з гектара.
Член ВКП(б) з 1947 року.
Потім — на пенсії в селі Кузьмин Красилівського району Хмельницької області.

## Нагороди
- орден Леніна (10.11.1935)
- ордени
- Золота медаль Всесоюзної сільськогосподарської виставки
- медалі